# Metep
Metep est une localité du Cameroun, située dans l'arrondissement (commune) de Bibey, le département de la Haute-Sanaga et la région du Centre.

## Population
En 1963, Metep comptait 386 habitants, principalement des Baboute. Lors du recensement de 2005, on a dénombré 736 personnes pour le village et 1 599 pour le groupement du même nom.

## Infrastructures
Metep dispose d'une école publique. Il dispose également d'un collège d'enseignement secondaire (CES) depuis 2002.